# Daisaku Ikeda

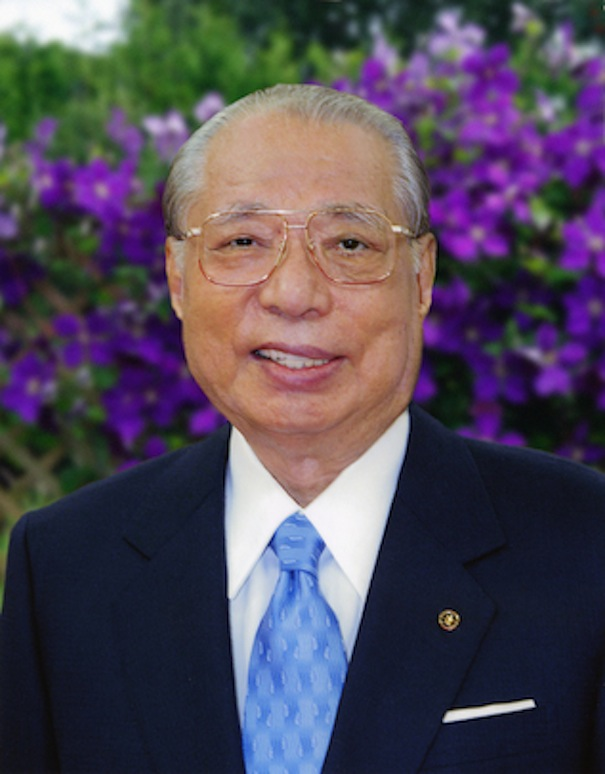
Daisaku Ikeda

Daisaku Ikeda (Japans: 池田 大作, Ikeda Daisaku) (Tokio, 2 januari 1928 – aldaar, 15 november 2023) was een Boeddhistisch filosoof, auteur en activist.

## Biografie
Sedert zijn negentien jaar bestudeerde en beoefende hij het Nichiren Boeddhisme. In zijn jonge jaren was hij actief in de jeugdbewegingen. Op 3 mei 1960 werd hij verkozen tot derde president van de Soka Gakkai, waarbij hij hier de rol van de jeugd stimuleerde. Daarnaast stichtte hij de Komeito, een politieke partij die door de Soka Gakkai werd gesteund.
Ikeda was eveneens bekend als anti-kernwapen activist. Hij overleed op 95-jarige leeftijd in november 2023.
- Bibsys: 90064238
- Biblioteca Nacional de España: XX995674
- Bibliothèque nationale de France: cb11908183k (data)
- Catàleg d'autoritats de noms i títols de Catalunya: 981058524013706706
- CiNii: DA00492062
- Gemeinsame Normdatei: 118555391
- International Standard Name Identifier: 0000 0001 2278 7009
- Library of Congress Control Number: n80057248
- Nationale Bibliotheek van Letland: 000042057
- MusicBrainz: 777e50ca-35fd-4702-91b2-23c787d78b96
- Bibliotheek van het Japanse parlement: 00017720
- Nationale Bibliotheek van Tsjechië: jx20031124042
- Nationale bibliotheek van Australië: 41027244
- Nationale Bibliotheek van Israël: 987007273068705171
- Nationale Bibliotheek van Polen: a0000001128730
- Nationale en Universitaire bibliotheek Zagreb: 000610060
- Nederlandse Thesaurus van Auteursnamen: 068368992
- PIC: 379199
- Réseau des bibliothèques de Suisse occidentale: 02-A003398312
- Istituto Centrale per il Catalogo Unico: CFIV010005
- LIBRIS: 281209
- Système universitaire de documentation: 026930099
- Union List of Artist Names: 500342207
- Virtual International Authority File: 41841688
- WorldCat: E39PBJpyrh4rDyYFMC6FFjJFKd